# 铁炉白族乡
铁炉白族乡是中华人民共和国湖北省恩施土家族苗族自治州鹤峰县下辖的一个民族乡。

## 行政区划
铁炉白族乡下辖以下村级行政区划单位：
三望村、犀牛村、马家村、细杉村、铁炉村、碉堡村、泉峪村、七里村、鱼山村、江口村、千户村和唐家村。

## 中国传统村落
2012年，铁炉村、细杉村被评为首批“中国传统村落”。